# Earconwald
Earconwald ou Erkenwald est un prélat anglais mort vers 693. Il est évêque de Londres de 675 ou 676 jusqu'à sa mort.

## Biographie
D'après les hagiographies dont il est l'objet plusieurs siècles après sa mort, Earconwald est issu d'une famille prospère, voire noble, originaire du Lindsey ou d'Est-Anglie. Son nom et celui de sa sœur Æthelburh suggèrent plutôt un lien avec la lignée royale du Kent, où l'on trouve un Earcombert et une Earcongota. Earconwald est la forme anglo-saxonne du francique Erchinoald, nom d'un maire du palais mérovingien qui est également le grand-père d'Eorcenberht.
Earconwald fonde deux monastères : le couvent mixte de Barking, en Essex, dont sa sœur Æthelburh est la première abbesse, et l'abbaye de Chertsey, dans le Surrey, dont il prend la tête. L'archevêque Théodore de Cantorbéry le nomme évêque de Londres en 675 ou en 676. Il œuvre à la réconciliation de l'archevêque avec Wilfrid. Son influence s'exerce également sur le roi Ine de Wessex, qui le mentionne parmi ses conseillers dans l'introduction de son code de lois. Bède le Vénérable ne donne pas la date exacte de sa mort, mais elle est vraisemblablement survenue en 693.

## Culte
Dès 731, Bède rapporte dans son Histoire ecclésiastique du peuple anglais que des fragments de la litière d'Earconwald sont réputés pour leurs propriétés thaumaturgiques. Son culte est centré sur la cathédrale Saint-Paul de Londres, ainsi que dans les deux abbayes qu'il a fondées, mais sa fête, fixée le 30 avril, figure dans des calendriers liturgiques à travers toute l'Angleterre.
Après la conquête normande de l'Angleterre, le culte d'Earconwald est ravivé, peut-être parce que les évêques de Londres se cherchent un modèle plus prestigieux que le fondateur de l'évêché, Mellitus, contraint de fuir la ville après la mort de son protecteur. Earconwald fait l'objet d'une hagiographie anonyme, la Vita sancti Erkenwaldi, rédigée entre 1087 et 1124. Ses reliques sont transférées hors de la crypte de la cathédrale en 1140, puis elles sont installées dans un nouveau reliquaire en argent en 1148. La date anniversaire de cette translation, le 14 novembre, devient également une fête du saint. C'est entre les deux translations, probablement en 1141, que le chanoine Arcoid rédige Miraculi sancti Erkenwaldi, un récit des miracles attribués au saint. Il rapporte que les reliques du saint auraient miraculeusement survécu à l'incendie qui frappe la cathédrale en 1087 et donne lieu à sa reconstruction. D'après l'historien Patrick Wormald : « À partir du douzième siècle, [Earconwald] est ce qui se rapproche le plus d'un saint patron autochtone à Londres, comme Swithun à Winchester ou Jean de Beverley dans le Yorkshire. »
En 1386, l'évêque Robert Braybrooke (en) rappelle dans une lettre diocésaine la nécessité de célébrer les fêtes d'Earconwald, qui semblent avoir été négligées. C'est le premier acte d'une série de mesures visant à raviver le culte d'Earconwald dans la décennie qui suit, à travers des dons, des processions et la réfection de son reliquaire. De nouveaux écrits sont produits à son sujet au XIVe siècle : une version altérée de son hagiographie dans le Sanctilogium Anglie de Jean de Tynemouth, un poème en versification allitérative (Saint Erkenwald) qui pourrait être l'œuvre du Pearl Poet, et une hagiographie en prose intégrée à la traduction en moyen anglais de La Légende dorée.